# Ona 365
Ona 365 je slovenski častni naziv in nagrada, ki jo revija OnaPlus enkrat letno podeli posameznicam, »ki s svojim neumornim delom izpolnjujejo poslanstvo človeka, napredka, sočutja. K njim se obračamo vsako leto po navdih, po željo, da tudi vsi ostali zberemo pogum in se pridružimo k obračanju sveta na bolje«.

## Seznam nominirank in prejemnic
| #   | Za leto        | Nominiranke | Ona 365                                |
| --- | -------------- | --- | -------------------------------------- |
| 1.  | 2010           | | Renata Salecl                          |
| 2.  | 2011           | | Jožica Maučec Zakotnik                 |
| 3.  | 2012           | mag. Branislava Belović, dr. med. dr. Valerija Bužan Marlenka Stupica Maruša Krese Vida Ogorelec Anita Ogulin Milena Štular in Jana Vidic Nika Zupanc Urška Žolnir                                                        | Tina Maze                              |
| 4.  | 2013           | mag. Alenka Krapež doc. dr. Alenka Mertelj Ana Roš Anita Ogulin Barbara Jaki Jasmina Ahmetaj Marinka Pirečnik Špela Veselič Tina Maze                                                                                     | Jolka Milič                            |
| 5.  | 2014           | Helena Žigon dr. Valerija Bužan Anita Ogulin dr. Jožica Rejec dr. Anica Mikuš Kos Katarina Čas Tina Maze Lucija Mlinarič Amela Tasić Staša Tunja Bojičić in Daša Pavlovič                                                 | Ninna Kozorog                          |
| 6.  | 2015           | Ana Canjko dr. Anica Mikuš Kos Anita Lozar Jana Vidic Nevenka Štor Nika Zupanc Ninna Kozorog Urška Sršen dr. Valerija Bužan                                                                                               | Maja Plaz                              |
| 7.  | 2016           | Anja Golob Anka Lipušček Miklavič prim. Danica Avsec dr. Valerija Bužan dr. Jerica Snoj Maja Wasa Ilka Štuhec in Darja Črnko prim. dr. Tatjana Avšič Županc Veselka Pevec                                                 | Ana Roš                                |
| 8.  | 2017           | Andreja Slameršek mag. Sabina Sobočan dr. Valerija Bužan Mojca Senčar in Tanja Španić doc. dr. Karin Writzl dr. Svetlana Slapšak Milena Miklavčič Alenka Artnik Polona Samec Barbara Trnovec Maruša Majer Desa Muck       | Desa Muck                              |
| 9.  | 2018           | Bojana Pivk Križnar dr. Gabrijela Zaharijaš Ilka Štuhec Irena Fonda Irena Mihelj Mojca Širok Jožica Ličen dr. Nada Rotovnik Kozjek, dr. med. prof. dr. Saba Battelino, dr. med. Valentina Turcu mag. Željka Platzer Papič | doc. dr. Sara Ahlin Doljak             |
| 10. | Ona desetletja | Petra Greiner dr. Lučka Kajfež Bogataj dr. Manca Košir Biserka Marolt Meden Slavica Mrkun Anita Ogulin Maja Plaz dr. Renata Salecl Danica Zorin Mijošek                                                                   | dr. med., spec. Jožica Maučec Zakotnik |

| #   | Za leto | Nominiranke | Ona 365 |
| --- | ------- | --- | --- |
| 11. | 2020    | Ana Petrič (direktorica DEOS, Centra starejših Notranje Gorice) Ajša Zdovc (pobudnica projekta Pomagajmo otrokom do toplega obroka ) Duška Milovanović (mama otroka z gensko napako in ena od pobudnic ocene ustavnosti odloka o zaprtju šol) Hana Košan (strokovna vodja programa Društva Kralji ulice) Mateja Sattler (okoljska aktivistka iz društva Eko Anhovo) prof. dr. Bojana Beović (infektologinja in vodja strokovne skupine za covid-19) Alenka Artnik (svetovna rekorderka v potapljanju na vdih) dr. Kaja Širok (zgodovinarka, malo pred podelitvijo direktorica Muzeja novejše zgodovine Slovenije) Nuša Stanić (prostovoljka, ki je s hrano za živali pomagala po potresu na Hrvaškem)                                     | medicinske sestre na covidnih oddelkih in v domovih za ostarele (v njihovem imenu Janja Perme Hajdinjak z ljubljanske klinike za infekcijske bolezni in vročinska stanja ter Valerija Karneža iz Doma upokojencev Šmarje pri Jelšah) |
| 12. | 2021    | Eva Bobnar (ambasadorka dobrodelnega projekta V Kranju dobro v srcu mislimo) Eva Pavlič Seifert (kmetica in umetnica iz Hiše Mandrova) Janja Garnbret (najuspešnejša športna plezalka vseh časov) Jasmina Cibic (umetnica, ki sodobnemu času nastavlja ogledalo) Maja Čemažar (eksperimentalna onkologinja) Samanta Mamić (negovalka v centru starejših) Saša Kralj (profesorica angleškega jezika) Urška Kolenc (predsednica društva Junaki 3. nadstropja) Skupina Inštitut 8. marec | Erika Žnidaršič (novinarka in voditeljica) |
| 13. | 2022    | Barbara Hieng Samobor (direktorica Mestnega gledališča ljubljanskega) Katarina Bervar Sternad (pravnica, direktorica Pravnega centra za varstvo človekovih pravic in okolja) Leja Glojnarič (atletinja, ki je leta 2021 osvojila dve zlati medalji na paralimpijskih igrah) Maja Ravnikar (direktorica Nacionalnega inštituta za biologijo) Manja Weinzerl (inženirka strojništva in prostovoljna gasilka) Martina Veršnik (najmlajša slovenska poklicna oljkarka) Nadja Zupan Hajna (geologinja, predsednica Mednarodne speleološke zveze) Rosana Kolar (zmagovalka izbora Inženirka leta 2022) Urška Djukić (režiserka in scenaristka, ki je posnela večkrat nagrajeni kratki animirano-dokumentarni film Babičino seksualno življenje) | Eva Pogačar (zdravnica in gorska reševalka) |
| 14. | 2023    | Alenka Marinič (igralka in klovnesa), Beti Hohler (haaška sodnica), Jana Zupančič (igralka), Lidija Jerkič (pravnica in predsednica Zveze svobodnih sindikatov Slovenije), Manca Ahlin (arhitektka in oblikovalka), Miljana Cunta (pesnica, prevajalka in urednica), Mirjana Duler (podjetnica), Nika Prevc (smučarska skakalka), Rada Zergol (nekdanja predsednica pevskega zbora Pinko Tomažič) in Tina Bizjak (zdravnica in jamarska reševalka) | vse nominiranke |
| 15. | 2024    | Nika Kovač (direktorica Inštituta 8. marec), Mojca Seliškar Toš (pravnica, predsednica ustanove Pustimo jim sanje), Maruša Bradač (astrofizičarka), Darja Bavdaž Kuret (karierna diplomatka), Ema Rogač Randl (Slovenska filantropija), Barbara Miklošič (ustanoviteljica in vodja bolnišnične knjižnice v UKC Ljubljana), Helena Koder (pisateljica, scenaristka in režiserka), Sara Köleš Ribeiro (direktorica Zadruge za razvoj podeželja Pomelaj), Tanja Žagar (pevka) | Špela Miroševič (znanstvenica, ki je poslanstvo namenila iskanju zdravila za sina z redko genetsko motnjo) |